# Ponera leptocephala
Ponera leptocephala är en myrart som beskrevs av Carlo Emery 1891. Ponera leptocephala ingår i släktet Ponera och familjen myror. Inga underarter finns listade i Catalogue of Life.